# Dampierre-Saint-Nicolas
Dampierre-Saint-Nicolas è un comune francese di 523 abitanti situato nel dipartimento della Senna Marittima nella regione della Normandia.

## Società

### Evoluzione demografica
Abitanti censiti